# Geolycosa suahela
Geolycosa suahela là một loài nhện trong họ Lycosidae.
Loài này thuộc chi Geolycosa. Geolycosa suahela được Embrik Strand miêu tả năm 1913.